# Johann Pfeiffer
Pour les articles homonymes, voir Pfeiffer.
Johann Pfeiffer, né le 1er janvier 1697 à Nuremberg et mort le 7 octobre 1761 à Bayreuth, est un violoniste et compositeur allemand de musique baroque.

## Biographie
Johann Pfeiffer naît le 1er janvier 1697, fils d'un important citoyen de Nuremberg, une ville libre du Saint-Empire romain germanique,,,
.
Il apprend le violon dans sa ville natale de Nuremberg et en continue l'apprentissage durant ses études de droit à l'université de Leipzig et de Halle-Wittemberg,. Il travaille pendant six mois comme directeur de la musique du comte de Reuß puis entre en 1720 comme violoniste au service du duc Ernst August de Saxe-Weimar,,.
En 1726, Pfeiffer est nommé premier violon (konzertmeister) de la cour de Weimar et, en 1729 et en 1730, il accompagne le duc Ernst August dans ses voyages en Hollande et en France,,. 
En 1732, Pfeiffer est à Berlin et il joue de la musique avec les princes héritiers de Prusse.
Le prince héritier Frédéric, le futur roi de prusse Frédéric II le recommande à sa sœur Wilhelmine (1709-1758), épouse de Frédéric III, qui sera margrave de Brandebourg-Bayreuth à partir de 1735 et Wilhelmine l'engage en novembre 1734 comme maître de chapelle de Bayreuth, un poste qu'il conservera jusqu'à sa mort en 1761 à l'âge de 64 ans,,,,,,. Frédéric estime cependant que, si Pfeiffer a une grande vitesse d'exécution, il n'a pas le coup d'archet de Johann Gottlieb Graun, le modèle à l'aune duquel il mesure tous les autres violonistes.
À Bayreuth, Johann Pfeiffer donne des leçons de composition, de violon et de continuo à la margravine Wilhelmine, qui est elle-même une compositrice d'un certain talent et qui multiplie les efforts pour faire de Bayreuth un haut lieu de la culture : sous sa houlette les arts et la musique florissent à Bayreuth, où elle fait ériger avec son mari l'opéra des Margraves (Markgraefliches Opernhaus), inauguré en 1748,,,. Grâce aux excellentes relations qu'elle entretient avec son frère Frédéric II, des musiciens célèbres de l'école de Berlin, comme Franz Benda, Johann Joachim Quantz, Johann Gottlieb Graun et Carl Heinrich Graun viennent se produire à la cour de Bayreuth, dont la période de gloire musicale se termine avec la mort de la margravine en 1758.
À partir de 1742, Pfeiffer est le professeur, à Bayreuth, du violoncelliste Johann Balthasar Kehl.
Johann Pfeiffer meurt le 7 octobre 1761 à Bayreuth,.

## Œuvres
L'œuvre de Johann Pfeiffer compte des cantates, un opéra (Das Unterthänigste Freudenfest, 1739), une pièce d'hommage aux margraves de Brandebourg-Bayreuth, des pièces de clavecin, des sonates, des concertos et des ouvertures,.
Selon François-Joseph Fétis, auteur de la Biographie universelle des musiciens et bibliographie générale de la musique, ses œuvres étaient estimées en Allemagne au XVIIIe siècle.
Le catalogue de la BnF répertorie les œuvres suivantes :
- Ouvertures - hautbois, basson, cordes, basse continue. Sol majeur (1730)
- Concertos -violon, cordes, basse continue. Ré majeur (1726)
- Ouvertures - flûtes, basson, cordes, basse continue. Sol majeur
- Trios - hautbois, violon, basse continue. Do mineur
- Concertos. Luth, cordes, basse continue. Si bémol majeur

## Enregistrements
- 1987 : Viola da gamba concertata, Siegfried Pank (viole de gambe), Akademie für Alte Musik Berlin (Eterna)
- 2009 : Overtures & Concertos, par la Batzdorfer Hofkapelle avec Xenia Löffler au hautbois (Accent)
- 2012 : Concerti de Telemann, Abel, Pfeiffer et Graun, par Hille Perl et le Freiburger Barockorchester, dir. Petra Müllejans (Deutsche Harmonia Mundi)